# 長崎・佐賀連続保険金殺人事件
長崎・佐賀連続保険金殺人事件（ながさき・さがれんぞくほけんきんさつじんじけん）は、1992年（平成4年）と1998年（平成10年）に日本の佐賀県と長崎県で発生し、1999年（平成11年）に発覚した連続保険金殺人事件である。
『長崎新聞』や『読売新聞』西部版は佐賀・長崎連続保険金殺人事件と呼称している。

## 概要
夫や子供を持つ女Yが、愛人の男Hと共謀し、夫と次男に生命保険金を掛けて殺害したことで注目された。Yは看護師資格を持っていたため、睡眠薬の調合ができた。
佐賀事件
Yの夫が佐賀県のホステスと不倫関係に陥った。ホステスの夫であったマスターは逆恨みし、Yに迫り、全裸写真を撮影する。さらにマスターは写真でYを脅迫し、愛人関係を持つに至った。その後Yはマスターが経営するスナックで働き始め、そこで客であったHと出会い、これと愛人関係になる。Hはマスターとの関係を清算する代わりに、Yに夫に保険金を掛けて保険金殺人をするよう迫った。1992年（平成4年）9月10日、Yは夫（当時38歳）に睡眠導入剤を混入したカレーライスを食べさせた上、佐賀県藤津郡太良町の大浦海岸で転落させて水死させ、約9,000万円の保険金を騙し取った。
長崎事件
1998年（平成10年）10月26日、Yは当時高校生だったYの次男（当時16歳）を夜釣りに誘い出し、睡眠薬を飲ませる。そして翌27日未明、YはHと共に寝ている次男を長崎県北高来郡小長井町（現：諫早市）の小長井港で海に突き落とした。睡眠薬の効き目が切れたのか次男は泳いで岸までたどり着くが、Yは岸辺にしがみつく次男の頭を押さえつけて水死させた。次男には約3,500万円の保険金がかけられていたが、保険金の支払いは保留されたため、2人は保険金を得られなかった。
また、H・Y両名はこれに先立つ同年9月29日20時ごろ、佐賀県鹿島市内の知人（当時75歳）宅に押し入り、現金約137,000円やネックレスなど6本（時価合計約120万円相当）、普通預金通帳1冊を強奪した。

## 捜査・逮捕
Yの次男の遺体を司法解剖したところ、事故死ではないことが判明し、また彼には多額の保険金がかけられていたことも判明したたため、長崎県警察は捜査一課や諫早警察署捜査本部を中心とした専従捜査員による捜査活動を展開した。その結果、YやHによる保険金殺人の嫌疑が強まったため、長崎県警は窃盗事件などで逮捕されていたYを追及したところ、Yは犯行を自供した。
1999年8月30日、長崎県警は男H（当時52歳）と女Y（当時40歳）を、殺人容疑で逮捕した。逮捕後、長崎県警はHとYに対する本格的な取り調べを開始した。
その後、Yは「7年前に死んだ夫も殺した」「睡眠導入剤を飲ませた」と夫を殺害したことを長崎県警に自供。一方、Hは逮捕当初、容疑を否認していたが、間も無く「保険金欲しさに2人でYの夫を殺した」とYの夫を殺害したことを大筋で認める供述を始めた。また、捜査本部は次男殺害時にYとHが携帯電話で頻繁に連絡を取り合っていたことを突き止めたため、小長井港などでYを立ち合わせて現場検証を行った。
9月17日、長崎地方検察庁はHとYを長崎事件における殺人罪と詐欺未遂罪で起訴した。これを受けて長崎県警捜査本部は、現場検証によってHとYの供述などの裏付けが取れたことから、HとYを佐賀事件の殺人容疑で再逮捕する方針を固めた。
9月18日、長崎・佐賀両県警が2人を佐賀事件の殺人容疑で再逮捕し、諫早署に150人態勢の合同捜査本部（本部長・小賦義一長崎県警刑事部長）を設置した。その後の捜査で、Yの長男（当時18歳）や長女（当時10歳）にもそれぞれ4,000万円と2,500万円の保険金を掛けており、長女には何回か睡眠薬を飲ませていたことが発覚した。
10月8日、長崎地検はHとYを佐賀事件における殺人罪と詐欺罪で追起訴した。

## 刑事裁判

### 第一審・長崎地裁
両被告人は刑事裁判で、2件の殺人罪・詐欺未遂罪および詐欺罪・窃盗罪・住居侵入罪・強盗罪に問われた。
2000年（平成12年）2月15日に長崎地方裁判所（山本恵三裁判長）で初公判が開かれ、罪状認否でHとYの両被告人は「間違いありません」と述べて起訴事実を全面的に認めた。また、Yは夫殺害の動機について「Hが別れてくれないから。お金が必要だったから」と述べ、次男殺害の動機については「Hと人生をやり直したかった」と述べた。これ以降、公判は32回にわたって開かれ、両被告人は犯行の主従関係などを巡って争った。
2002年（平成14年）7月23日に論告求刑公判が開かれ、検察官はH・Yの両被告人に死刑を求刑した。長崎地検による死刑求刑は当時、3人を殺害したとして死刑が確定した死刑囚（1998年6月に死刑執行）以来、約20年ぶりだった。同年10月9日に被告人Hの弁護人が、翌10日に被告人Yの弁護人がそれぞれ最終弁論で死刑回避を求め、第一審の公判は結審した。
2003年（平成15年）1月31日、長崎地裁（山本恵三裁判長）で判決公判が開かれ、夫殺害について「Y被告の責任はH被告を大きく上回る」と認定し、次男殺害については「夫殺害同様、どちらが欠けてもなし得ない犯行。責任に軽重は付けられない」として被告人2人に検察官の求刑通り死刑判決を言い渡した。長崎地裁における死刑判決は、1978年（昭和53年）9月に言い渡されて以来、25年ぶりだった。被告人Yの弁護団は即日控訴し、Hも同年2月14日付で控訴した。

### 控訴審・福岡高裁
控訴審にあたり、Yの長男と長女は母の助命嘆願書を提出。2004年（平成16年）5月21日の控訴審判決公判で、福岡高裁（虎井寧夫裁判長）は第一審判決のうち、被告人Yに関する部分を破棄自判し、Yを無期懲役とした一方、被告人Hに関しては第一審の死刑判決を支持し、控訴を棄却する判決を言い渡した。福岡高裁は犯行の主従関係について、「佐賀事件は両被告人とも同程度に積極的に加担したが、長崎事件はHが主導した」と認定。Yについては更生の可能性や、極刑を望んでいない残された子供や、夫の実兄ら被害者の感情を考慮し、極刑を回避した。
改めて死刑とする判決を受けた被告人Hは同判決を不服として、同年6月2日付で最高裁へ上告した。一方、福岡高等検察庁は被告人Yについて、同月4日付で上告断念を発表した。Yの弁護人を務めていた弁護士の小島肇も、判決を妥当として上告しない意思を表明していたが、Y本人は同日（4日）付で上告した。

### 上告審・最高裁
2005年（平成17年）10月25日付で、最高裁第一小法廷（島田仁郎裁判長）がYの上告を棄却する決定を出したため、被告人Yに対する無期懲役の判決が確定した。なお、Yは獄中結婚し、「M」姓に改姓している。
2008年（平成20年）1月31日に最高裁第一小法廷（涌井紀夫裁判長）はHの上告を棄却する決定を出したため、被告人Hに対する死刑判決が確定した。

## 死刑確定後
2020年（令和2年）9月27日時点で、男H（現在77歳）は死刑囚（死刑確定者）として、福岡拘置所に収監されている。

## その他
- 佐賀県警はYの夫を司法解剖せずに事故による水死と判断したため、物証や目撃証言がほとんどなく捜査が難航することとなった[46]。また、佐賀県議会の一般質問では「夫が亡くなった7年前当時の県警の捜査について疑問視する声が県民から上がり、当時、きちんと捜査されていれば、次男の事件は未然に防げたといった意見もある。事件の再捜査をどう考えるのか」という指摘も挙がった[47]。これらの指摘に対し、佐賀県警は捜査ミスと認めた上で「殺人を事故死として処理していた事実が判明したことは誠に遺憾であり、関係者、県民に対して深くおわび申し上げます」と謝罪した[46]。
- ギャンブル依存症だった愛人Hには多額の借金があり、資産家だったYの資産や、Yの夫の保険金がギャンブル費用に消えていった。またHはYのことを「金づる」と第三者に言っており、Yへの愛情はなかった。
- 実母に殺害された次男の小学校の卒業文集には、母への感謝の念と中学・高校になっても同じように育ててくれることを母に希望する言葉が綴られていた。